# Griselles (Loiret)
Griselles é uma comuna francesa na região administrativa do Centro-Vale do Loire, no departamento de Loiret. Estende-se por uma área de 30.32 km². Em 2010 a comuna tinha 805 habitantes (densidade: 26,6 hab./km²).